# Abrus leigongshanesis
Abrus leigongshanesis är en insektsart som beskrevs av Li och Wang 2006. Abrus leigongshanesis ingår i släktet Abrus och familjen dvärgstritar. Inga underarter finns listade i Catalogue of Life.